# Správní obvod obce s rozšířenou působností Tišnov
Správní obvod obce s rozšířenou působností Tišnov je od 1. ledna 2003 jedním ze sedmi správních obvodů rozšířené působnosti obcí v okrese Brno-venkov v Jihomoravském kraji. Čítá 59 obcí.
Město Tišnov je zároveň obcí s pověřeným obecním úřadem, přičemž oba správní obvody jsou územně totožné.

## Seznam obcí
Poznámka: Města jsou vyznačena tučně, městyse kurzívou.
- Běleč
- Borač
- Borovník
- Braníškov
- Brumov
- Březina
- Bukovice
- Černvír
- Deblín
- Dolní Loučky
- Doubravník
- Drahonín
- Drásov
- Heroltice
- Hluboké Dvory
- Horní Loučky
- Hradčany
- Kaly
- Katov
- Křižínkov
- Kuřimská Nová Ves
- Kuřimské Jestřabí
- Lažánky
- Lomnice
- Lomnička
- Lubné
- Malhostovice
- Maršov
- Nedvědice
- Nelepeč-Žernůvka
- Níhov
- Ochoz u Tišnova
- Olší
- Osiky
- Pernštejnské Jestřabí
- Předklášteří
- Rašov
- Rohozec
- Rojetín
- Řikonín
- Sentice
- Skalička
- Skryje
- Strhaře
- Svatoslav
- Synalov
- Šerkovice
- Štěpánovice
- Tišnov
- Tišnovská Nová Ves
- Újezd u Tišnova
- Unín
- Úsuší
- Vohančice
- Vratislávka
- Všechovice
- Zhoř
- Žďárec
- Železné

## Obyvatelstvo
| Rok  | Obyv.  | ± %    |
| ---- | ------ | ------ |
| 1869 | 26 002 | —      |
| 1880 | 27 177 | +4,5 % |
| 1890 | 26 681 | −1,8 % |
| 1900 | 26 675 | −0 %   |
| 1910 | 27 743 | +4 %   |

| Rok  | Obyv.  | ± %    |
| ---- | ------ | ------ |
| 1921 | 27 792 | +0,2 % |
| 1930 | 28 705 | +3,3 % |
| 1950 | 27 712 | −3,5 % |
| 1961 | 28 510 | +2,9 % |
| 1970 | 28 712 | +0,7 % |

| Rok  | Obyv.  | ± %    |
| ---- | ------ | ------ |
| 1980 | 29 707 | +3,5 % |
| 1991 | 27 342 | −8 %   |
| 2001 | 27 156 | −0,7 % |
| 2011 | 29 278 | +7,8 % |
| 2021 | 31 828 | +8,7 % |